# Lago Polcahué
Lago Polcahué är en sjö i Argentina.   Den ligger i provinsen Neuquén, i den sydvästra delen av landet, 1 200 km väster om huvudstaden Buenos Aires. Lago Polcahué ligger 1 290 meter över havet. Arean är 1,6 kvadratkilometer. Den sträcker sig 1,1 kilometer i nord-sydlig riktning, och 2,5 kilometer i öst-västlig riktning.
Trakten runt Lago Polcahué består i huvudsak av gräsmarker. Trakten runt Lago Polcahué är nära nog obefolkad, med mindre än två invånare per kvadratkilometer.